# Complejo de especies ‘‘Geophagus’’ brasiliensis
Se conoce como complejo de especies ‘‘Geophagus’’ brasiliensis a un clado de peces de agua dulce con rango genérico, el cual, hasta tanto no sea caracterizado morfológicamente mediante una descripción nomenclatural formal, se lo sigue aludiendo (entre comillas) con la denominación de Geophagus, el cual es un género de la familia de los cíclidos, en el orden Perciformes. Este clado está integrado por 10 especies/linajes evolutivos, los que habitan en aguas templado-cálidas y cálidas del centro-este de Sudamérica y son denominadas comúnmente acarás, peces madreperla del Brasil, castañetas azules, chanchitos de pozo, etc.

## Subdivisión
El complejo de especies ‘‘Geophagus’’ brasiliensis está integrado por 10 especies/linajes, de los cuales 8 ya están descritos como especies, mientras los 2 restantes fueron identificados y caracterizados pero, para mediados de 2020 aún no se habían producido sus descripciones nomenclaturales formales. Estos taxones se agrupan en 3 clados.
Clado A
- Especies ya descritas:
  - ‘‘Geophagus’’ diamantinensis Mattos, Costa y Santos, 2015
  - ‘‘Geophagus’’ obscurus Castelnau, 1855

- Especie en proceso de descripción:
  - ‘‘Geophagus’’ ‘‘Contas Superior’’

Clado B
- Especies ya descritas:
  - ‘‘Geophagus’’ itapicuruensis Haseman, 1911
  - ‘‘Geophagus’’ multiocellus Mattos y Costa, 2018
  - ‘‘Geophagus’’ santosi Mattos & Costa, 2018

- Especie en proceso de descripción:
  - ‘‘Geophagus’’ ‘‘Doce’’

Clado C
- Especies ya descritas:
  - ‘‘Geophagus’’ brasiliensis Quoy & Gaimard, 1824
  - ‘‘Geophagus’’ iporangensis Haseman, 1911
  - ‘‘Geophagus’’ rufomarginatus Mattos & Costa, 2018

## Historia taxonómica y relaciones filogenéticas
Ya en el año 1983 se había indicado que al complejo de especies ‘‘Geophagus’’ brasiliensis le correspondía una categorización genérica, por lo que se recomendaba su descripción formal.
La individualización del complejo de especies ‘‘Geophagus’’ brasiliensis fue apoyada por una revisión del género Geophagus sensu lato, en la cual se reconoció clados en él, como Satanoperca y Geophagus sensu stricto, limitado a las especies que poseen una vejiga natatoria bifurcada apoyada por ‘‘costillas’’ epihemales, entre otras características. Esta definición dejó grupos de especies —sin una formal asignación genérica—, los que pasaron a ser referidos como ‘‘Geophagus’’ brasiliensis y ‘‘Geophagus’’ steindachneri. Este último, junto a Gymnogeophagus y Geophagus sensu stricto, según análisis multilocus y filogenómicos, son linajes monofiléticos que forman un clado (conjunto que, informalmente, ha sido referido como ‘‘geofaginos’’), mientras que el grupo ‘‘Geophagus’’ brasiliensis se aglutina, en un mismo clado mayor, con el género  Mikrogeophagus (conjunto denominado informalmente ‘‘Mikrogeofaginos’’).
El grupo ‘‘Geophagus’’ brasiliensis es un ejemplo ilustrativo de la incertidumbre taxonómica y filogenética en la que se encuentran muchos taxones sudamericanos de peces.
Tradicionalmente, estaba compuesto por 4 especies: ‘‘Geophagus’’ iporangensis, ‘‘G.’’ itapicuruensis, ‘‘G.’’ obscurus —los 3 considerados como endémicos de una sola cuenca—, y ‘‘G.’’ brasiliensis, especie a la que se le asignaban todas las poblaciones restantes en un amplísimo rango. En la segunda década del siglo XX, varios estudios detectaron en lo que tradicionalmente se conocía como ‘‘G.’’ brasiliensis altos niveles de variación genética y morfológica entre muestras de varias cuencas brasileñas.
Además, gracias al empleo del gen del ADN mitocondrial (ADNmt) subunidad I del citocromo C oxidasa (COI), se logró hallar e individualizar (mediante el diagnóstico de caracteres en base a patrones de coloración en individuos vivos) 4 nuevas especies para el grupo: ‘‘G.’’ diamantinensis, ‘‘G.’’ santosi, ‘‘G.’’ rufomarginatus y ‘‘G.’’ multiocellus, llevando al género innominado a 8 especies.
En el año 2020, una publicación, efectuada por Leandro Araujo Argolo, Hernán López-Fernández, Henrique Batalha-Filho y Paulo Roberto Antunes de Mello Affonso, terminó por desentrañar la revisión del clado y hacer grandes cambios en el conocimiento sobre su diversidad y los patrones distributivos de cada especie. Probaron la presencia de linajes evolutivos independientes dentro del complejo, abordando su estado taxonómico y sus relaciones evolutivas, incluyendo un análisis comparativo de patrones genéticos y morfológicos, basado en un amplio conjunto de datos, que comprende 172 localidades de muestreo a lo largo de la mayoría de sus distribuciones conocidas, utilizando un marcador mitocondrial, datos RADseq y geometría morfométrica. Esta última reveló una diferenciación morfológica significativa. El complejo resultó ser un grupo monofilético, con Mikrogeophagus como su grupo hermano. El número de especies putativas resultó ser de entre 9 y 11, dependiendo de qué método de delimitación molecular de especies se tratase, arribando a, al menos, la detección de 2 nuevos e innominados taxones. Conservadoramente, concluyeron que el complejo está integrado por 10 especies —apoyadas mutuamente por varias líneas de evidencia—, con el potencial de que su número pueda ser todavía mayor si se llega a dividir aún más a ‘‘G.’’ rufomarginatus, como resultado de evaluaciones taxonómicas adicionales. Los valores de las distancias p COI interespecíficas oscilan desde 1,5 % (entre ‘‘G.’’ obscurus y ‘‘G.’’ diamantinensis) a 9,2 % (entre ‘‘G.’’  diamantinensis y ‘‘G.’’ sp. «Doce»).
La diversificación del complejo parece haber sido influenciada por eventos biogeográficos de vinculación hidrogeomorfológica, los que promovieron alopatría dentro del clado, como la presencia de paleodrenajes, las conexiones y desconexiones de biotopos (promovidas por ascensos y descensos del nivel marino durante el Pleistoceno) y reconfiguraciones distributivas a través de capturas fluviales.
La mayor diversidad en el complejo se encuentra en la ecorregión central del noreste de la mata atlántica y, dentro de esta área, el epicentro de la variación —donde se presentan altos niveles de diversidad genética y filogenética— es la cuenca del río de Contas.
Hasta el año 2020 se consideraba que ‘‘G.’’ brasiliensis estaba ampliamente distribuida, abarcando la mayor parte de la distribución del complejo, mientras que las otras especies se consideraban endémicas de una o pocas cuencas. Sin embargo, la distribución geográfica del clado es mucho más complicada, encontrándose cambios significativos en el tradicional rango de distribución de la mayoría de las especies. El cambio principal es el que respecta a ‘‘G.’’ iporangensis, que anteriormente se consideraba endémica de la cuenca del río Ribeira de Iguape, siendo en realidad la especie más ampliamente distribuida de todo el complejo, ocurriendo en una enorme superficie y cubriendo numerosas cuencas de la mitad austral del clado; a toda esa región, previamente se la asumía como comprendida dentro del rango de ‘‘G.’’ brasiliensis sensu stricto. Al parecer, este último se limitaría a 3 bloques disyuntos, muy alejados entre sí: 1) la zona que tiene como núcleo la localidad tipo (Río de Janeiro) y 3 poblaciones en la cuenca del río Paraíba do Sul (próxima a su localidad tipo), 2) un área de la mata atlántica septentrional y 3) una zona en la caatinga; estos dos últimos serían de probable origen antrópico, dada la ya muy baja variación genética intraespecífica de toda la especie (solo 0,3 %) y a que sus haplotipos COI son compartidos entre los individuos de su desconectada distribución.

## Características
Los machos llegan a alcanzar una longitud total de 28 cm. Se diferencian de las hembras porque les crece una protuberancia sobre su cabeza y son mucho más coloridos, teniendo numerosas máculas celestes iridiscentes en el cuerpo, así como también en las aletas, las que agregan bandas y rayas del mismo color, sobre un fondo amarillo, anaranjado o rojizo.

## Hábitos de vida
Su dieta es omnívora, alimentándose de plantas, pequeños peces, caracoles, crustáceos, insectos, etc., a los que encuentra removiendo el lecho donde habita. Si no está reproduciéndose, es un pez pacífico aunque territorial, que deambula por la porción media e inferior de la columna del agua. Prefiere remansos de ríos, en especial con presencia de vegetación sumergida, soportando variaciones de salinidad y temperatura. Para reproducirse, emplean tácticas reproductivas monogámicas; la pareja cava un pozo en la arena o elige una roca o tronco, al que limpian escrupulosamente. Allí colocan los huevos, ambos padres los cuidan ferozmente durante toda la incubación, de igual forma que hacen con los alevinos y pequeños juveniles, no dudando las hembras en introducirlos en sus protráctiles bocas ante la presencia de algún peligro. Las poblaciones que habitan en lagunas maduran sexualmente a mayores tamaños y se reproducen con menor periodicidad que las que habitan en ríos y arroyos.

## Distribución geográfica y hábitats
Este complejo de especies posee integrantes en toda la franja oriental del Brasil, desde el estado de Bahía por el norte, hasta el extremo sur de Río Grande del Sur, tanto en drenajes atlánticos como en la cuenca del río São Francisco. Una de sus especies, ‘‘Geophagus’’ iporangensis, se distribuye también hacia el interior, en cursos fluviales integrantes de la cuenca del Plata; dicha hoya hidrográfica vuelca sus aguas en el océano Atlántico Sudoccidental por intermedio del Río de la Plata. Estas cuencas son la del río Iguazú, la del río Paraná superior y la del río Uruguay. Asimismo, habita en la cuenca de la laguna de los Patos-Merín, la que cubre parte del sur de Brasil y los departamentos orientales de Uruguay. En la Argentina solo se ha constatado su presencia en el nordeste del país, específicamente en el norte de la provincia de Misiones, extremo norte de la región mesopotámica de esa nación, con colectas en los ríos Paraná, Iguazú y arroyos menores, sospechándose que en dicha república sea un taxón introducido.

## Relación con el hombre
Utilización e invasividad
Dada la belleza de su coloración y fácil mantenimiento, algunos de sus integrantes suelen ser altamente apreciados en el comercio de peces ornamentales para acuario. Esto trae aparejado que, dada su facilidad reproductiva y el tamaño importante al que alcanzan, muchos acuaristas resuelvan desprenderse de ejemplares adultos o de sus crías, liberándolos en algunos de los biotopos más próximos, generalmente en donde no son nativos, algo que se ve potenciado por presentar estos peces notables habilidades invasivas. Este origen se cree que es el causante de la distribución alopátrica en 3 núcleos muy separados de la geonemia de ‘‘Geophagus’’ brasiliensis sensu stricto.
También son peces objeto de pesca deportiva, así como son utilizados para la producción masiva en granjas piscícolas, para ser destinados a la alimentación humana, teniendo ventajas sobre el cultivo tradicional de tilapias al soportar mejor que estos peces africanos las temperaturas frías.

## Conservación
Varias especies del complejo son endémicas de una o pocas cuencas. Lamentablemente, algunas de estas áreas están gravemente amenazadas por actividades humanas. El ejemplo más dramático de devastación ictiofaunística que afectó a algunos integrantes de este complejo fue la descarga a la cuenca del río Doce de 60 millones de m³ de lodos de relaves, después de fallas en las presas que los contenían, construidas para depositar los desechos provenientes de la extracción del mineral de hierro, retirado de las numerosas minas de la región.
Es crucial la preservación de algunos drenajes de las cuencas dispuestas a lo largo del litoral del nordeste brasileño, para así evitar la pérdida significativa de la diversidad del complejo, ya que allí presenta su mayor concentración.